# مرقد عبد الله
مرقد عبد الله (بالفارسية: امامزاده عبدالله) هو مرقد شيعي ومقبرة تاريخية تعود إلى ربما السلالة الصفوية، وتقع في الري.

## أشخاص دفنو في المقبرة
- تقي أراني
- شيخ الرئيس افسر
- أحمد أخغر
- حسين أمير فضلي
- أحمد الأديب البيشاوري
- عبد الحسين تيمورتاش
- خزعل الكعبي
- علي دشتي
- يد الله سحابي
- علي نصر